# CX3CL1
La quimioquina (C-X3-C motif) ligando 1 (CX3CL1) (también conocida como Fractalquina o neurotactina) es una pequeña citoquina, el único miembro de la familia CX3C de quimioquinas. Se conoce también con el nombre de fractalquina (en humanos) y neurotactina (en ratones). La estructura polipeptídica de CXC3L1 difiere de la estructura típica de otras quimioquinas. Por ejemplo, el espaciamiento del característico residuo de cisteína en el extremo N-terminal difiere; hay tres aminoácidos separando el par inicial de cisteínas en CX3CL1, cosa que no ocurre con las citoquinas de la familia CC, donde sólo se encuentra uno. CX3CL1 es producida como una pesada proteína (con 373 aminoácidos en humanos) con un tallo tipo mucina extendido y un dominio citoquina en la parte superior. El tallo tipo mucina permite su anclaje a la membrana de cierto tipo de células. Sin embargo, una versión soluble de esta quimioquina (90 kDa) ha sido documentada. CX3CL1 soluble atrae potencialmente células T y monocitos por quimiotaxis, mientras que la quimiquina de membrana promueve la firme adhesión de leucocitos a células endoteliales activadas, donde es primariamente expresada. CX3CL1 obtiene sus funciones adhesivas y migratorias por medio de la interacción con el receptor de quimioquinas CX3CR1. El gen que codifica para esta quimioquina se encuentra localizado en el cromosoma 16 (en humanos), junto con otras quimioquinas, de la familia CC, conocidas como CCL17 y CCL22.